# Heteropoda boutani
Heteropoda boutani är en spindelart som först beskrevs av Simon 1906.  Heteropoda boutani ingår i släktet Heteropoda och familjen jättekrabbspindlar.
Artens utbredningsområde är Vietnam. Inga underarter finns listade i Catalogue of Life.